# Introduzioni di Vivaldi
L’Introduzione è un mottetto per voce solista destinata ad essere cantata prima di alcune impostazioni corali. Ad oggi sono rimaste otto Introduzioni di Antonio Vivaldi, ognuna di tre o quattro movimenti. I testi di queste Introduzioni non sono liturgici, ma a volte riprendono temi degli stessi. Nel catalogo Ryom_Verzeichnis le introduzioni di Vivaldi sono numerate da RV 635-642.

## Struttura
Le Introduzioni di Vivaldi sono scritte per una voce solista, alto o soprano, accompagnata da strumenti. La struttura musicale sembra derivare dal testo ed è varia. Quattro delle otto introduzioni (RV 635, 636, 637 e 642) sono formate da due arie con da capo che racchiudono un recitativo centrale; la RV 638 presenta un'aria centrale fiancheggiata da due recitativi, mentre la RV 640 ha solo due movimenti (il recitativo e l'aria); la RV 641 è formata invece quattro movimenti (due recitativi, aria, recitativo). Vivaldi compose l'ultima (RV 639) con la struttura "aria-recitativo-aria", intrecciando la seconda aria con il primo movimento del lavoro liturgico successivo : il Gloria (RV 588).

## Elenco delle Introduzioni

### Ascende Laeta, RV 635
Ascende Laeta, scritta per soprano, aveva lo scopo di precedere il salmo Dixit Dominus in Re maggiore per orchestra e coro a cinque voci (RV 595). Fu composta intorno al 1715 e dedicata al Pio Ospedale della Pietà. Consiste in due arie contornate da un recitativo centrale. Il testo suggerisce che l'Introduzione potrebbe essere stata scritta per la celebrazione dell'Assunzione della Beata Vergine Maria; viene infatti narrata l'ascesa al cielo della Vergine Maria, assieme alla celebrazione offerta dai contadini attraverso immagini musicali di strumenti ad ancia e organi a canne.